# Nectandra cufodontisii
Nectandra cufodontisii (O.C.Schmidt) C.K.Allen – gatunek rośliny z rodziny wawrzynowatych (Lauraceae Juss.). Występuje naturalnie w Ameryce Centralnej. 

## Rozmieszczenie geograficzne
Rośnie naturalnie w Ameryce Centralnej. Występuje na obszarze od Parku Narodowego Juan Castro Blanco i wulkanu Poás w Kostaryce przez Cordillera de Talamanca aż po masyw Chiriqui w Panamie. Został również zaobserwowany w Nikaragui. 

## Morfologia
PokrójZimozielone drzewo dorastające do 25 m wysokości.
LiścieMają eliptyczny kształt. Mierzą 10–25 cm długości oraz 5–10 szerokości. Nasada liścia jest rozwarta lub ostrokątna. Liść na brzegu jest całobrzegi. Wierzchołek jest ostry lub spiczasty. Ogonek liściowy jest nagi i dorasta do 5–20 mm długości.
KwiatySą zebrane w wiechy. Rozwijają się w kątach pędów. Dorastają do 10–20 cm długości. Płatki okwiatu pojedynczego mają eliptyczny kształt i białą lub żółtawą barwę. Są niepozorne – mierzą 2 mm średnicy.
OwoceMają elipsoidalny kształt. Osiągają 20–30 mm długości oraz 17–27 mm średnicy.

## Biologia i ekologia
Rośnie w lasach o dużej wilgotności. Występuje na obszarze górskim na wysokości od 1300 do 2700 m n.p.m.

## Ochrona
W Czerwonej księdze gatunków zagrożonych został zaliczony do kategorii NT – gatunków bliskich zagrożeniu. Głównym zagrożeniem dla tego gatunku są nadal postępujące wylesiania terenów w jego zasięgu. Wiele jego siedlisk leży na obszarach chronionych.